# کبوتر صورتی
کبوتر صورتی (نام علمی: Streptopelia mayeri) نام یک گونه از تیره کبوتر است. این کبوتر بومی موریس و اکنون جمعیت آن بسیار کمیاب است.